# Capnodendron
Capnodendron är ett släkte av svampar. Capnodendron ingår i familjen Antennulariellaceae, ordningen Capnodiales, klassen Dothideomycetes, divisionen sporsäcksvampar och riket svampar.
| Capnodendron | \| \| Capnodendron trichomeriicola \| \| \| \| |
|              | \| \| Capnodendron trichomeriicola \| \| \| \| |
|              | Heteroconium                                   |
|              |                                                |
|              | Capnofrasera                                   |
|              |                                                |
|              | Antennulariella                                |
|              |                                                |
|              | Achaetobotrys                                  |
|              |                                                |
|              | Capnodendron trichomeriicola                   |
|              |                                                |

|  | Capnodendron trichomeriicola |
|  |                              |